# Houtat Sulūk
Houtat Sulūk ist ein gut 500 m langer Canyon in Syrien, etwa 65 km nördlich von ar-Raqqa und etwa 10 km südöstlich von Sulūk nahe der türkischen Grenze. Im Canyon sollen mehrere hundert oder tausend Leichen liegen, die von verschiedenen Gruppierungen während des syrischen Bürgerkriegs in die Tiefe geworfen worden sein sollen.